# Acción del 23 de agosto de 1806
La Acción del 23 de agosto de 1806 fue una batalla naval menor enmarcada dentro de las Guerras Napoleónicas y que se libró en la costa de la Cuba española cerca del puerto de La Habana. En el enfrentamiento, las fragatas inglesas HMS Anson y HMS Arethusa bajo las órdenes de Charles Lydiard and Charles Brisbane respectivamente, capturaron a la fragata española Pomona, hundieron varias lanchas cañoneras e inutilizaron una batería costera.

## Antecedentes
Tras la derrota naval francesa en la Batalla de Santo Domingo la Royal Navy dominaba la región de las Indias Occidentales y los españoles se veían obligados a estar a la defensiva debido a la disminución de la fuerza naval francesa y al bloqueo de Cádiz llevado a cabo por los ingleses después de la Batalla de Trafalgar.
El HMS Anson de 38 cañones al mando de Charles Lydiard  había llegado a las Indias Occidentales a principios de 1806 y el 23 de agosto, cuando navegaba cerca del puerto de la Havana junto al HMS Aretusa también de 38 cañones y comandada por Charles Brisbane, se cruzaron con la fragata española de 38 cañones Pomona que se encontraba bajo la protección de la batería costera y 12 cañoneras.

## Acción
El Pomona trató de entrar al puerto pero las fragatas inglesas lo interceptaron y forzaron el enfrentamiento. Comenzó entonces una intensa lucha que duró más de 35 minutos hasta que el Pomona rindió su bandera. 
Tres cañoneras resultaron destruidas, seis se hundieron y otras tres resistieron aunque con daños de consideración. Algunos marineros españoles tuvieron que ser rescatados y en total 317 hombres fueron hechos prisioneros. La batería costera tuvo que cesar el fuego después de que fuera dañada por una explosión.

## Consecuencias
No se registraron bajas a bordo del HMS Anson pero en el HMS Arethusa hubo dos muertos y 32 heridos, entre ellos Charles Brisbane. La fragata Pomona fue incorporada a la Royal Navy y rebautizada como HMS Cuba.